# Yagyu Shingan Ryu
Yagyu Shingan Ryu Heihou Jutsu (柳生心眼流兵法術) är en autentisk japanskt kampkonsttradition i koryufamiljen som skapades i slutet av 1500-talet av Takenaga Hayato.
I Sverige bedrivs verksamhet inom Yagyu Shingan Ryu under organisationen Kyodensho Chikuosha Northern Europe. Där Per Eriksson sensei lär ut stilen .